# Liste der Kulturdenkmäler in Wiltingen
In der Liste der Kulturdenkmäler in Wiltingen sind alle Kulturdenkmäler der rheinland-pfälzischen Ortsgemeinde Wiltingen aufgeführt. Grundlage ist die Denkmalliste des Landes Rheinland-Pfalz (Stand: 8. Februar 2023).

## Denkmalzonen
| Bezeichnung               | Lage                      | Baujahr                 | Beschreibung | Bild                           |
| ------------------------- | ------------------------- | ----------------------- | --- | ------------------------------ |
| Denkmalzone Scharzhofberg | südöstlich des Ortes Lage | 18. bis 20. Jahrhundert | im dreiseitig von der Weinlage Scharzberg und den südlichen Ausläufern des Prowertswaldes geschützten Geländeeinschnitt gelegene, aus zwei Weingütern bestehende Anlage - Neuer Scharzhof (Scharzhofstraße 266): Binnenhofanlage; historistisches Wohnhaus, 19. Jahrhundert, neubarocke Erweiterung und Überformung gegen Anfang des 20. Jahrhunderts - nördlich gelegen: Alter Scharzhof (Scharzhofstraße 265): Hofhaus und Kapelle; ehemalige katholische Kapelle St. Wendelinus, 1719; Verwalterhaus, barocker Walmdachbau, bezeichnet 1719 | weitere Bilder Fotos hochladen |

## Einzeldenkmäler
| Bezeichnung                        | Lage                                                                   | Baujahr                | Beschreibung | Bild                           |
| ---------------------------------- | ---------------------------------------------------------------------- | ---------------------- | --- | ------------------------------ |
| Villa                              | Bahnhofstraße 71 Lage                                                  | 1887                   | gründerzeitliche Villa in Gartenanlage, bezeichnet 1887 | Fotos hochladen                |
| Villa                              | Bahnhofstraße 83 Lage                                                  | 1920er Jahre           | Winzervilla; Mansardwalmdachbau, 1920er Jahre | Fotos hochladen                |
| Villa                              | Bahnhofstraße 84 Lage                                                  | 1898                   | Winzervilla; historistischer Zeltdachbau, 1898, Fachwerkanbau um 1905 | Fotos hochladen                |
| Bahnhof Wiltingen (Saar)           | Bahnhofstraße 85 Lage                                                  | um 1860                | ehemaliges Bahnhofsgebäude der Saartalbahn; kleiner Typenbau, Neurenaissance, um 1860                                                                                          | weitere Bilder Fotos hochladen |
| Kriegerdenkmal                     | Brückenstraße Lage                                                     | 1920er Jahre           | Kriegerdenkmal 1914/18, Reliefpfeiler, 1920er Jahre | Fotos hochladen                |
| Fischspielerkreuz                  | Brückenstraße Lage                                                     | 1663                   | Nischenkreuz, bezeichnet 1663 | Fotos hochladen                |
| Keller                             | Brückenstraße, neben Nr. 330 Lage                                      | 17. Jahrhundert        | Stützenkeller, 17. Jahrhundert | BW                             |
| Katholische Pfarrkirche St. Martin | Dehenstraße 1 Lage                                                     | 1909/10                | neugotische Hallenkirche, 1909/10, Architekt Julius Wirtz | weitere Bilder Fotos hochladen |
| Weingut                            | Dehenstraße 2 Lage                                                     | 1743                   | Weingut; barockes Quereinhaus, bezeichnet 1743, neubarocke Erweiterung und Überformung 1899                                                                                    | Fotos hochladen                |
| Kapelle mit Altarkreuz             | In Ägypten Lage                                                        | um 1700                | Altarkreuz mit Nischenrahmung, um 1700; Kapelle, 19. Jahrhundert | Fotos hochladen                |
| Türgewände                         | In Ägypten, an Nr. 50 Lage                                             | 1827                   | Türeinfassung, Relief, (bezeichnet) 1827 | Fotos hochladen                |
| Quereinhaus                        | Kirchstraße 27 Lage                                                    | 1905                   | Quereinhaus, spätgründerzeitlicher Walmdachbau, 1905 | Fotos hochladen                |
| Weingut                            | Klosterbergstraße 126 und 127 Lage                                     | ab 1827                | ehemaliges Weingut in Parkanlage mit zwei Villen: Nr. 126 nobler neuklassizistischer Walmdachbau, vor 1914, Nr. 127 Mansardwalmdachbau, um 1870; ehemalige Gerberei Koch, 1827 | Fotos hochladen                |
| Villa                              | Klosterbergstraße 127 Lage                                             | 1870er Jahre           | ehemalige Winzervilla; gründerzeitlicher Mansarddachbau, 1870er Jahre | BW                             |
| Bildstock                          | Rosenbergstraße, an Nr. 204 Lage                                       | 1759                   | Kreuzbildstock, barock, bezeichnet 1759 | Fotos hochladen                |
| Pfarrhaus                          | Saarstraße 10 Lage                                                     | 1732                   | barocker Mansarddachbau, bezeichnet 1732 | Fotos hochladen                |
| Bildstock                          | Scharzhofstraße Lage                                                   | 1784                   | spätbarocke Altarnische, bezeichnet 1784 | Fotos hochladen                |
| Villa                              | Scharzhofstraße 279 Lage                                               | 1913/14                | Winzervilla in Park; neubarocker Mansarddachbau, 1913/14 | BW                             |
| Portal                             | Warsbergerstraße, an Nr. 216 Lage                                      | 1737                   | barockes Portal, 1737 | Fotos hochladen                |
| Wegekapelle                        | Zum Neuberg (südöstlich des Ortes und südlich des Prowertkreuzes) Lage | 1891                   | Wegekapelle, bezeichnet 1891 | BW                             |
| Bildstock                          | nördlich des Ortes an der K 133 Lage                                   | frühes 19. Jahrhundert | Altarnische, Rot- und Gelbsandstein, frühes 19. Jahrhundert | BW                             |
| Rauhof                             | nördlich des Ortes an der K 133 Lage                                   | 1755                   | ummauertes Weingut, Mansardwalmdachbau, 1755, Architekt Christian Kretzschmar                                                                                                  | Fotos hochladen                |
| Bildstock                          | nördlich des Ortes an der Kläranlage Lage                              | 1709                   | Bildstock, barock, bezeichnet 1709 | Fotos hochladen                |
| Carlkreuz                          | östlich des Ortes Lage                                                 | 19. Jahrhundert        | Pfeilerschaft, 19. Jahrhundert | BW                             |
| Wegekreuz                          | südöstlich des Ortes an der L 138 gegenüber dem Scharzhof Lage         | 1788                   | Schaftkreuz, bezeichnet 1788 | Fotos hochladen                |
| Wohnhaus                           | südöstlich des Ortes (Scharzhofstraße 269) Lage                        | 1910er Jahre           | Doppelwohnhaus; ehemaliges Bedienstetenhaus des neuen Scharzhofs; Mansarddachbau im Landhausstil, 1910er Jahre                                                                 | BW                             |
| Krohkreuz                          | südöstlich des Ortes im Wald Lage                                      | 19. Jahrhundert        | Holz, gusseiserner Korpus, 19. Jahrhundert | BW                             |